# Paul Liechti
Paul Liechti (* 12. Februar 1866 in Bern; † 24. Februar 1927 ebenda) war ein Schweizer Agrikulturchemiker. Von 1897 bis 1924 leitete er die Schweizerische Agrikulturchemische Anstalt in Liebefeld bei Bern.

## Leben und Wirken
Paul Liechti studierte Chemie und Pharmazie an der Universität Bern. 1890 absolvierte er das Apotheker-Staatsexamen.  1891 promovierte er mit der Dissertation „Studien über die Fruchtschalen der Garcinia Mangostana“ und machte das Diplom als Lebensmittelchemiker.
Von 1888 bis 1892 war er als wissenschaftlicher Assistent, von 1891 bis 1893 als Privatdozent für gerichtliche Chemie tätig. 1892 trat er als Adjunkt in die Landwirtschaftlich-Chemische Versuchs- und Kontrollstation der Universität Bern ein. 1895 wurde er zum Vorstand dieser Station gewählt. Von 1897 bis 1924 leitete er als Direktor die neugegründete Schweizerische Agrikulturchemische Anstalt in Liebefeld bei Bern (heute: Forschungsanstalt Agroscope Liebefeld-Posieux). Zeitweise war Liechti auch als eidgenössischer Münzprüfer tätig.
Die Steigerung der Ernteerträge landwirtschaftlicher Kulturpflanzen war Liechtis zentrales Forschungsthema. In umfangreichen Gefäß- und Feldversuchen untersuchte er vor allem die Wirksamkeit neuer Mineraldünger und prüfte deren Auswirkungen auf die Bodenfruchtbarkeit. Viele seiner Versuche gelten sowohl hinsichtlich der angewandten wissenschaftlichen Methodik als auch durch die erzielten Ergebnisse als agrikulturchemische Pionierarbeiten. Beachtenswerte Verdienste für die Landwirtschaft in der Schweiz erwarb er sich dadurch, dass zahlreiche aus seinen wissenschaftlichen Erkenntnissen abgeleitete Anbauempfehlungen von den Landwirten in der betrieblichen Praxis umgesetzt wurden.
Die wichtigsten Ergebnisse seiner Forschungsarbeiten hat Liechti im Landwirtschaftlichen Jahrbuch der Schweiz veröffentlicht. Während des Ersten Weltkrieges und in den Nachkriegsjahren gehörte er zu den führenden Landwirtschaftsexperten seines Landes.
Liechti war heimatberechtigt in Landiswil.

## Publikationen (Auswahl)
- Studien über die Fruchtschalen der Garcinia Mangostana. Diss. phil. Univ. Bern 1891.
- Über Düngungsversuche. In: Landwirtschaftliches Jahrbuch der Schweiz. Bd. 10, 1896, S. 276–283.
- Über rationelle Verwendung der künstlichen Düngemittel. In: Landwirtschaftliches Jahrbuch der Schweiz. Bd. 14, 1900, S. 75–101.
- Zur Frage der Wiesendüngung. In: Landwirtschaftliches Jahrbuch der Schweiz. Bd. 18, 1904, S. 491–530.
- Zeitgemäße Düngungsfragen. In: Mitteilungen der Gesellschaft schweizerischer Landwirte. Heft 2, 1915 (Vortrag gehalten in der Versammlung am 12. Februar 1915).